# Nicole Hutchinson
Nicole Hutchinson (* 17. Juni 1997) ist eine kanadische Mittel- und Langstreckenläuferin.

## Sportliche Laufbahn
Erste internationale Erfahrungen sammelte Nicole Hutchinson bei den Crosslauf-Weltmeisterschaften 2015 in Guiyang, bei denen sie nach 23:26 min den 75. Platz belegte. Anschließend belegte sie bei den Panamerikanischen Juniorenmeisterschaften in Edmonton in 4:42,83 min den sechsten Platz im 1500-Meter-Lauf. Im Jahr darauf nahm sie an den U20-Weltmeisterschaften in Bydgoszcz teil, schied dort aber mit 4:22,88 min in der ersten Runde aus. 2019 gewann sie bei der Sommer-Universiade in Neapel in 15:48,06 min die Silbermedaille im 5000-Meter-Lauf hinter der Britin Jessica Judd.

## Persönliche Bestleistungen
- 1500 Meter: 4:11,33 min, 9. Juni 2019 in Portland
  - 1500 Meter (Halle): 4:15,36 min, 26. Januar 2019 in New York City
- 5000 Meter: 15:46,22 min, 30. März 2018 in Raleigh